# Batasio dayi
Batasio dayi és una espècie de peix de la família dels bàgrids i de l'ordre dels siluriformes que es troba a les conques dels rius Irrawaddy i Salween a Myanmar.
Els mascles poden assolir els 8,3 cm de longitud total.